# Stefan Semmler

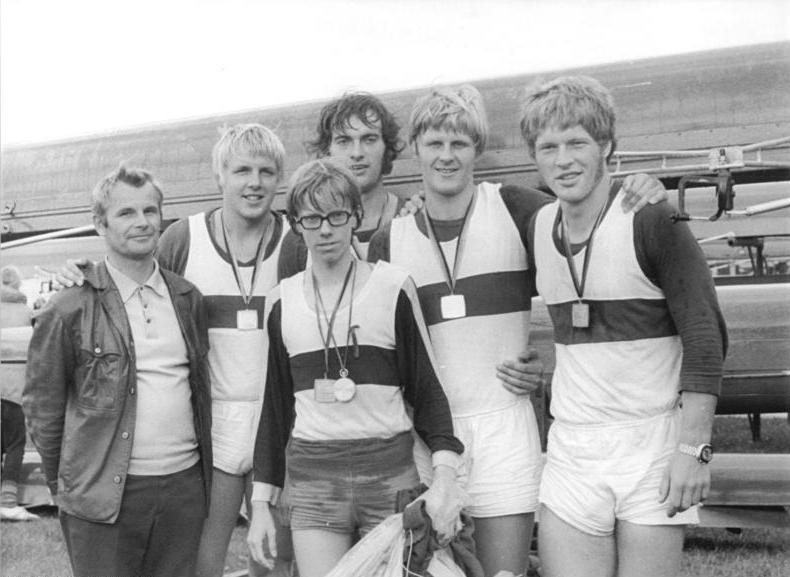
Berlin, Grünau, Ruderregatta, DHfK-Vierer ADN-ZB Reiche 30.7.74 Berlin: DDR-Meisterschaften im Rudern 1974. Der DHfK mit Steuermann mit Siegfried Brietzke, Andreas Decker, Stefan Semmler, Wolfgang Mager und Steuermann Werner Lehmann – hier mit Trainer Jörg Weissig – gewann die DDR-Meisterschaften 1974.

Stefan Semmler (* 5. Mai 1952 in Zschopau) ist ein ehemaliger Ruderer aus der DDR. Er gewann zwei olympische Goldmedaillen im Vierer ohne Steuermann.
1970 gewann Semmler zusammen mit Andreas Decker im Vierer bei der Spartakiade und bei den Jugendweltmeisterschaften. 1974 wurde Semmler mit dem Achter DDR-Meister und anschließend Europameister. 1974 wechselte er in den Vierer ohne Steuermann. In der Besetzung Siegfried Brietzke, Andreas Decker, Stefan Semmler und Wolfgang Mager dominierte das Boot vom SC DHfK Leipzig in den nächsten Jahren diese Bootsklasse. 1974 in Luzern und 1975 in Nottingham wurden die vier Ruderer Weltmeister, 1976 in Montreal Olympiasieger. 1977 in Amsterdam und 1979 in Bled wurde das Boot erneut Weltmeister, lediglich 1978 in Neuseeland unterlag man dem sowjetischen Boot und gewann Silber. In der Olympiasaison 1980 verletzte sich Mager an der Hand und wurde von Jürgen Thiele vertreten. Zusammen gewann die Crew bei den Olympischen Spielen in Moskau deutlich vor dem Boot der Gastgeber.
Semmler war gelernter Fernmeldemechaniker, studierte an der DHfK und war später Assistent im Bereich Wasserfahrsport. Beim MC Zschopau betreute er die Six-Days-Mannschaft der DDR.

## Auszeichnungen (Auswahl)
- 1974 – Vaterländischer Verdienstorden in Bronze
- 1976 – Vaterländischer Verdienstorden in Silber[1]
- 1980 – Vaterländischer Verdienstorden in Gold